# Khair Bakhsh Marri
Pour les articles homonymes, voir Bakhsh (homonymie).
Nawab Khair Bakhsh Marri (en ourdou et baloutchi : نواب خیر بخش مری), né le 28 février 1928 et mort le 10 juin 2014, est une personnalité politique pakistanaise et chef tribal baloutche. Il est l'une des plus importantes figures du nationalisme baloutche, favorable à l'indépendance d'un « Grand Baloutchistan ».
Jugé influent au sein du Front de libération du Baloutchistan, mouvement de lutte armée contre le pouvoir pakistanais, il est aussi l'un des meneurs du Parti Awami national et est élu député en 1970, avant d'être emprisonné par le pouvoir et de partir en exil en Afghanistan à la fin des années 1970.

## Jeunesse et éducation
Khair Bakhsh Marri est né le 28 février 1928 à Kahan, village situé dans le district de Kohlu dans le Baloutchistan. Fils de Meherullah Khan Marri, il est membre de la tribu des Marris, souvent insoumise au pouvoir colonial britannique et originaire d'une des familles les plus influentes de la région. Il fait notamment ses études au Aitchison College de Lahore.
Khair Bakhsh Marri a de nombreux enfants, dont six fils. L'un d'eux, Balach Marri, a été l'un des meneurs de la lutte armée contre le pouvoir pakistanais, et à ce titre tué par l'armée en 2007. À l'opposé, un autre de ses fils Changez Khan Marri est devenu le président provincial de la Ligue musulmane du Pakistan (N), pro-Pakistan, et élu député provincial lors des élections législatives de 2013. 

## Militantisme
Khair Bakhsh Marri s'engage au sein des mouvements pro-Baloutches favorables à l'autonomie ou l'indépendance de la province du Baloutchistan au début des années 1960, alors que les guerres baloutches prennent de l'ampleur depuis 1958 et que l’insurrection est violemment réprimée par l'armée pakistanaise du général et président Muhammad Ayub Khan. Ces mouvements d'inspiration marxistes protestent surtout contre l'inéquitable répartition des richesses au sein du pays, notamment depuis la découverte de gaz naturel dans la province, à Dera Bugti. En tant que chef de la tribu des Marris, il fait alors partie du triumvirat des chefs tribaux s'opposant au pouvoir, avec Akbar Bugti et Ataullah Mengal.
Le 7 décembre 1970, il est élu député à l'Assemblée nationale lors des élections législatives sous l'étiquette du Parti Awami national qui gagne la province et dirige son gouvernement local avec Ataullah Mengal à sa tête. Khair Bakhsh Marri refuse de voter la Constitution de 1973, critiquant le manque d'autonomie du Baloutchistan. Accusé de soutenir l’insurrection séparatiste baloutche qui prend le l'ampleur, le Premier ministre Zulfikar Ali Bhutto démet le gouvernement provincial en 1973 arrête de nombreux chefs baloutches, dont Khair Bakhsh Marri qui est emprisonné et jugé lors des procès d'Hyderabad de 1975.
Peu après le coup d'État du 5 juillet 1977, Khair Bakhsh Marri est libéré et quitte le Pakistan. Il se rend d'abord au Royaume-Uni et en France avant de s'exiler auprès du gouvernement communiste d'Afghanistan où il rejoint de nombreux insurgés pro-Baloutches. Bien qu'il le démente, il est vu comme un des dirigeants du Front de libération du Baloutchistan.

## Fin de vie et mort
Avec l'effondrement des communistes afghans, Khair Bakhsh Marri rentre au Pakistan en 1990 et s'installe à Karachi où il se fait discret. Au début des années 2000, il est de nouveau emprisonné brièvement alors que l’insurrection baloutche reprend de l'ampleur. Il meurt le 10 juin 2014 des suites d'une hémorragie cérébrale. 